# العلاقات الألبانية الفيتنامية
العلاقات الألبانية الفيتنامية هي العلاقات الثنائية التي تجمع بين ألبانيا وفيتنام.

## مقارنة بين البلدين
هذه مقارنة عامة ومرجعية للدولتين:
| وجه المقارنة                                              | ألبانيا                                                    | فيتنام           |
| --------------------------------------------------------- | ---------------------------------------------------------- | ---------------- |
| المساحة (كم2)                                             | 28.75 ألف                                                  | 331.69 ألف       |
| عدد السكان (نسمة)                                         | 3.02 مليون                                                 | 94.66 مليون      |
| الكثافة السكانية (ن./كم²)                                 | 105.04                                                     | 285.39           |
| العاصمة                                                   | تيرانا                                                     | هانوي            |
| اللغة الرسمية                                             | اللغة الألبانية                                            | اللغة الفيتنامية |
| العملة                                                    | ليك ألباني                                                 | دونغ فيتنامي     |
| الناتج المحلي الإجمالي (بليون دولار)                      | 13.04 مليار                                                | 234.19 مليار     |
| الناتج المحلي الإجمالي (تعادل القوة الشرائية) بليون دولار | 33.17 مليار                                                | 553.42 مليار     |
| الناتج المحلي الإجمالي الاسمي للفرد دولار أمريكي          | 3.94 ألف                                                   | 2.48 ألف         |
| الناتج المحلي الإجمالي للفرد دولار أمريكي                 | 11.11 ألف                                                  | 5.63 ألف         |
| مؤشر التنمية البشرية                                      | 0.764                                                      | 0.666            |
| رمز المكالمات الدولي                                      | +355                                                       | +84              |
| رمز الإنترنت                                              | .al                                                        | .vn              |
| المنطقة الزمنية                                           | توقيت وسط أوروبا، ت ع م+01:00، ت ع م+02:00، أوروبا/تيرانا ‏ | ت ع م+07:00      |

## منظمات دولية مشتركة
يشترك البلدان في عضوية مجموعة من المنظمات الدولية، منها:
| علم المنظمة | اسم المنظمة                        | تاريخ انضمام ألبانيا | تاريخ انضمام فيتنام |
| ----------- | ---------------------------------- | -------------------- | ------------------- |
|             | الاتحاد البريدي العالمي            | ?                    | ?                   |
|             | مؤسسة التنمية الدولية              | 15 أكتوبر 1991       | 24 سبتمبر 1960      |
|             | منظمة حظر الأسلحة الكيميائية       | ?                    | ?                   |
|             | منظمة التجارة العالمية             | ?                    | 11 يناير 2007       |
|             | الأمم المتحدة                      | 14 ديسمبر 1955       | 20 سبتمبر 1977      |
|             | وكالة ضمان الاستثمار متعدد الأطراف | 15 أكتوبر 1991       | 5 أكتوبر 1994       |
|             | منظمة الشرطة الجنائية الدولية      | ?                    | ?                   |
|             | مؤسسة التمويل الدولية              | 15 أكتوبر 1991       | 4 أغسطس 1967        |
|             | الاتحاد الدولي للاتصالات           | 2 يونيو 1922         | 24 سبتمبر 1951      |
|             | البنك الدولي للإنشاء والتعمير      | 15 أكتوبر 1991       | 21 سبتمبر 1956      |
|             | مجلس التعاون الاقتصادي             | 23 فبراير 1949       | 1978                |
|             | يونسكو                             | 16 أكتوبر 1958       | 6 يوليو 1951        |

## وصلات خارجية
- موقع وزارة الخارجية الألبانية
- موقع وزارة الخارجية الفيتنامية